# Rurtalbus
Die Rurtalbus GmbH ist ein in Düren ansässiges Verkehrsunternehmen. Sie hat nach einer Ausschreibung ab dem 1. Januar 2020 den Busverkehr von Dürener Kreisbahn und BVR Busverkehr Rheinland im Kreis Düren übernommen. Damit wird erstmals der gesamte Buslinienverkehr im Kreis Düren von nur noch einem Unternehmen betrieben.

## Geschichte
Im Jahr 2016 wurde ein Nahverkehrsplan für den Kreis Düren erstellt und entschieden, die Leistung europaweit auszuschreiben. Aus dem etwas zähen Vergabeverfahren gingen im Mai 2019 die R.A.T.H. GmbH und die Dürener Kreisbahn (DKB) mit einem gemeinschaftlich erstellten Angebot siegreich hervor. Am 18. September 2019 wurde vom Kreis Düren und R.A.T.H. das Unternehmen Rurtalbus gegründet. Die Betriebsaufnahme erfolgt am 1. Januar 2020, ab diesem Zeitpunkt liegt der Betrieb des Buslinienverkehrs im Kreis Düren erstmals in einer Hand. Zuvor bediente die DKB vor allem den Südkreis, während der Nordkreis vorwiegend vom Busverkehr Rheinland (BVR) bedient wurde.
Rurtalbus kooperiert unter anderem mit der VIAS Bus, einer Tochtergesellschaft der RATH-Gruppe, welche Busfahrer und Fahrzeuge an Rurtalbus ausleiht. Daneben erbringen die regionalen und mittelständischen Unternehmen Breuer, Lehner, Schneider-Bank, Thoma und Tirtey als Subunternehmer Leistungen für die Rurtalbus.
Zum 27. November 2019 wurde der Gründungsgeschäftsführer Hans-Peter Nießen durch Jan-Oliver Mau ersetzt; am 30. Dezember 2019 wurde Jan Nikolas Asbach Nachfolger von Guido Emunds. Im Jahr 2023 übernahm Christian Hoverath die Geschäftsführung der Rurtalbus GmbH. 
Seit dem 1. Januar 2020 ist Rurtalbus neuer Partner im Aachener Verkehrsverbund (AVV) und ersetzt damit die Dürener Kreisbahn.

## Liniennetz
Rurtalbus betreibt Buslinien vor allem in der Stadt und im Kreis Düren. Auf sämtlichen Linien außer dem Disco-Bus gilt der AVV-Tarif, die erste Ziffer „2“ der dreistelligen Liniennummer kennzeichnet das Verkehrsgebiet Düren. Die Buslinien 86, 208, 212, 218, 220, 231, 261, 276, 280, 290, 294, 295, 298, SB 8, SB 15, SB 20, SB 86 und SB 95 verkehren über die Kreisgrenze hinaus in benachbarte Landkreise.
Die nachfolgende Tabelle zeigt das Liniennetz der Rurtalbus GmbH ab dem 1. Januar 2020, mit Ergänzungen zum Fahrplanwechsel am 13. Dezember 2020:
| Linie              | Verlauf | Grundtakt (in Minuten)                   | Grundtakt (in Minuten)                   | Grundtakt (in Minuten)                   |
| Linie              | Verlauf | Mo–Fr                                    | Sa                                       | So                                       |
| ------------------ | --- | ---------------------------------------- | ---------------------------------------- | ---------------------------------------- |
| 86                 | Vossenack – Lammersdorf – Simmerath | Einzelfahrten                            | –                                        | –                                        |
| 201                | Kreuzau – Langenbroich – Bogheim – Untermaubach (– Obermaubach) – Bilstein                                                                 | 60                                       | –                                        | –                                        |
| 202                | Düren Kaiserplatz – Rölsdorf – Lendersdorf – Kufferath / Niederau                                                                          | 30                                       | 30/60                                    | 60                                       |
| 203                | Düren Kaiserplatz – Städtisches Krankenhaus – Grüngürtel                                                                                   | 30                                       | 30/60                                    | 60                                       |
| 204                | Düren Kaiserplatz – Zülpicher Platz – Henry-Ford-Straße / Weyerfeld                                                                        | 60                                       | 60                                       | –                                        |
| 205                | Düren Kaiserplatz – Bahnhof/ZOB – Birkesdorf Krankenhaus                                                                                   | 90                                       | 90                                       | –                                        |
| 206                | Düren Kaiserplatz – Bahnhof/ZOB – Birkesdorf – Mariaweiler / Hoven – Echtz                                                                 | 30                                       | 30/60                                    | 120                                      |
| 207                | Düren Kaiserplatz – Städtisches Krankenhaus – Merzenich                                                                                    | 30                                       | 30/60                                    | 60                                       |
| 208                | Düren – Girbelsrath – Nörvenich – Müddersheim – Zülpich                                                                                    | 60                                       | 60                                       | 60                                       |
| 209                | Düren – Birkesdorf – Arnoldsweiler – Ellen (– Merzenich)                                                                                   | 60                                       | 60                                       | –                                        |
| 210                | (Düren –) Kreuzau – Boich – Nideggen – Brück – Schmidt                                                                                     | 120                                      | 120                                      | –                                        |
| 211                | Düren – Niederau – Kreuzau – Drove – Thum – Thuir – Berg                                                                                   | 60                                       | 60                                       | 120                                      |
| 212                | Nörvenich – Wissersheim – Pingsheim | 120                                      | -                                        | –                                        |
| 213                | Düren Kaiserplatz – Gürzenich – Birgel / Derichsweiler / Gürzenich Wald                                                                    | 30                                       | 30/60                                    | 60                                       |
| 214                | Düren Kaiserplatz – Odenthalstraße – Zülpicher Platz                                                                                       | 60                                       | 60                                       | –                                        |
| 216                | Düren Kaiserplatz – Birkesdorf – Hoven – Merken – Schophoven – Kirchberg – Jülich                                                          | 30                                       | 30/60                                    | 60                                       |
| 217                | Merzenich – Girbelsrath / Morschenich – Golzheim                                                                                           | Einzelfahrten                            | –                                        | –                                        |
| 218                | Zülpich – Geich – Füssenich – Embken | Einzelfahrten                            | –                                        | –                                        |
| 219                | Haltepunkt Forschungszentrum (Rurtalbahn) – Forschungszentrum Jülich                                                                       | 12/30                                    | –                                        | –                                        |
| 220                | Aachen Bushof – Mariadorf – Aldenhoven – Jülich – Forschungszentrum                                                                        | 30/60                                    | 60                                       | 120                                      |
| 221                | Düren – Kreuzau – Winden – Nideggen | 60                                       | 60                                       | 120                                      |
| 222                | Düren Kaiserplatz – Lendersdorf – Berzbuir – Kufferath                                                                                     | Einzelfahrten                            | –                                        | –                                        |
| 223                | Huchem-Stammeln – Krauthausen – Daubenrath – Selgersdorf – Altenburg – Jülich                                                              | Einzelfahrten                            | –                                        | –                                        |
| 224                | Düren Kaiserplatz – Oststraße – Gneisenaustraße – Binsfelder Straße                                                                        | 30                                       | 30/60                                    | 60                                       |
| 225                | Düren Kaiserplatz – Glashüttenstraße | Einzelfahrten                            | –                                        | –                                        |
| 227                | Merzenich Bahnhof – Merzenich Rathaus – Merzenich Schöne Aussicht                                                                          | 20                                       | –                                        | –                                        |
| 228                | Binsfeld – Frauwüllesheim – Irresheim – Nörvenich                                                                                          | Einzelfahrten                            | –                                        | –                                        |
| 229                | Arnoldsweiler – Merzenich Bahnhof / Bürgewald                                                                                              | 20/60                                    | 120                                      | –                                        |
| 230                | Düren – Kelz (– Vettweiß) – Poll – Pingsheim                                                                                               | Einzelfahrten                            | Einzelfahrten                            | –                                        |
| 231                | Froitzheim – Vlatten – Heimbach – Gemünd – Schleiden                                                                                       | 60/120                                   | 120                                      | 60/120                                   |
| 232                | Sievernich – Müddersheim – Gladbach – Pingsheim – Lechenich                                                                                | Einzelfahrten                            | –                                        | –                                        |
| 233                | Zülpich – Hoven – Wollersheim – Nideggen                                                                                                   | Einzelfahrten                            | –                                        | –                                        |
| 234                | (Ellen – Niederzier – Hambach) / Huchem-Stammeln – Selhausen – Krauthausen – Merken – Inden/Altdorf – Lucherberg                           | Einzelfahrten                            | –                                        | –                                        |
| 235                | Verstärkerfahrten Girbelsrath – Merzenich – Ellen – Niederzier – Jülich                                                                    | Einzelfahrten                            | –                                        | –                                        |
| 236                | Düren – Birkesdorf – Huchem-Stammeln – Niederzier – Ellen – Arnoldsweiler – Merzenich                                                      | 60/120                                   | –                                        | –                                        |
| 237                | Düren – Mariaweiler – Echtz – Geich – Langerwehe                                                                                           | 60/120                                   | 60                                       | 120                                      |
| 238                | Düren – Arnoldsweiler – Ellen – Niederzier – Hambach – Stetternich – Jülich                                                                | 60                                       | 60/120                                   | 120                                      |
| 239                | Birgel – Derichsweiler – Echtz – Mariaweiler                                                                                               | Einzelfahrten                            | –                                        | –                                        |
| 240                | Verstärkerfahrten Mariaweiler Gesamtschule                                                                                                 | Einzelfahrten                            | –                                        | –                                        |
| 260                | Verstärkerfahrten Langerwehe – Luchem – Inden/Altdorf                                                                                      | Einzelfahrten                            | –                                        | –                                        |
| 261                | Langerwehe – Heistern – Hamich – Gressenich – Schevenhütte                                                                                 | 60                                       | –                                        | –                                        |
| 264                | Verstärkerfahrten Barmen Haus Overbach – Inden/Altdorf – Langerwehe                                                                        | Einzelfahrten                            | –                                        | –                                        |
| 266                | Verstärkerfahrten Langerwehe – Schlich Grundschule                                                                                         | Einzelfahrten                            | –                                        | –                                        |
| 267                | Verstärkerfahrten Jülich – Inden – Langerwehe                                                                                              | Einzelfahrten                            | –                                        | –                                        |
| 268                | Verstärkerfahrten Niederzier – Lucherberg – Langerwehe                                                                                     | Einzelfahrten                            | –                                        | –                                        |
| 269                | Verstärkerfahrten Inden – Langerwehe | Einzelfahrten                            | –                                        | –                                        |
| 270                | Jülich – Pattern – Mersch – Spiel – Hasselsweiler – Titz                                                                                   | 60                                       | 120                                      | –                                        |
| 271                | Verstärkerfahrten Titz – Jülich | Einzelfahrten                            | –                                        | –                                        |
| 274                | Verstärkerfahrten Barmen Haus Overbach – Aldenhoven / Jülich / Linnich / Titz                                                              | Einzelfahrten                            | –                                        | –                                        |
| 276                | Düren – Golzheim – Buir / Blatzheim (– Kerpen)                                                                                             | 60/180                                   | –                                        | –                                        |
| 277                | Verstärkerfahrten Linnich Schulzentrum – Linnich SIG Combibloc – Rurdorf – Ederen                                                          | Einzelfahrten                            | –                                        | –                                        |
| 278                | Linnich – Rurdorf – Welz – Ederen – Freialdenhoven – Aldenhoven                                                                            | Einzelfahrten                            | –                                        | –                                        |
| 279                | Jülich – Koslar – Barmen – Ederen – Welz – Rurdorf – Linnich                                                                               | 60                                       | –                                        | –                                        |
| 280                | Linnich – Gereonsweiler – Setterich – Baesweiler                                                                                           | 60                                       | 120                                      | –                                        |
| 281                | Jülich – Koslar – Barmen – Ederen – Freialdenhoven – Aldenhoven                                                                            | 120                                      | –                                        | –                                        |
| 283                | Rödingen – Niederembt – Elsdorf | Einzelfahrten                            | –                                        | –                                        |
| 284                | Jülich – Welldorf – Rödingen – Ameln – Titz – Jackerath                                                                                    | 60                                       | 120                                      | –                                        |
| 285                | Kleinhau – Bergstein – Zerkall – Brück – Nideggen                                                                                          | 60                                       | –                                        | –                                        |
| 286                | Düren – Gey – Großhau – Brandenberg – Kleinhau (– Bergstein) – Hürtgen – Vossenack (– Schmidt)                                             | 60                                       | 60/120                                   | Einzelfahrten                            |
| 287                | Linnich – Tetz (– Hottorf) – Hasselsweiler – Titz                                                                                          | 60                                       | 120                                      | –                                        |
| 288                | Verstärkerfahrten Titz Schulzentrum | Einzelfahrten                            | –                                        | –                                        |
| 289                | Verstärkerfahrten Linnich – Gesamtschule Übach-Palenberg                                                                                   | Einzelfahrten                            | –                                        | –                                        |
| 290                | Düren – Stockheim – Froitzheim (– Zülpich)                                                                                                 | 60                                       | –                                        | –                                        |
| 291                | Düren – Stockheim – Froitzheim – Embken – Wollersheim – Vlatten                                                                            | Einzelfahrten                            | Einzelfahrten                            | Einzelfahrten                            |
| 292                | Kreuzau – Stockheim (– Jakobwüllesheim – Vettweiß)                                                                                         | 60/120                                   | –                                        | –                                        |
| 294                | Jülich – Kirchberg – Schophoven – Merken – Inden/Altdorf – Lamersdorf – Lucherberg – Frenz – Weisweiler                                    | 60                                       | 60                                       | –                                        |
| 295                | Linnich – Glimbach – Körrenzig – Rurich – Baal                                                                                             | 120                                      | 120                                      | –                                        |
| 296                | Düren – Schlich – Langerwehe – Inden/Altdorf – Lamersdorf – Lucherberg / Frenz                                                             | 30/60                                    | 60                                       | 120                                      |
| 297                | Düren – Gürzenich – Langerwehe | Einzelfahrten                            | –                                        | –                                        |
| 298                | Düren – Binsfeld – Rommelsheim – Jakobwüllesheim – Vettweiß – Zülpich – Füssenich – Ülpenich – Euskirchen                                  | 60                                       | 60/120                                   | 120                                      |
| SB 8               | Schnellbus: Düren – Golzheim – Nörvenich                                                                                                   | 30/60                                    | –                                        | –                                        |
| SB 15              | Schnellbus: Froitzheim – Vettweiß – Nörvenich – Golzheim – Buir                                                                            | 120                                      | –                                        | –                                        |
| SB 20              | Schnellbus: Aachen – Jülich – Forschungszentrum                                                                                            | 60                                       | 60                                       | 120                                      |
| SB 35              | Schnellbus: Merzenich – Ellen – Niederzier – Jülich Forschungszentrum                                                                      | 60                                       | –                                        | –                                        |
| SB 38              | Schnellbus: Düren – Arnoldsweiler – Niederzier – Krauthausen                                                                               | 60                                       | –                                        | –                                        |
| SB 70              | Schnellbus: Jülich – Mersch – Titz | 60/120                                   | 60                                       | 120                                      |
| SB 86              | Schnellbus: Düren – Gey – Kleinhau – Vossenack – Lammersdorf – Simmerath                                                                   | Einzelfahrten                            | –                                        | –                                        |
| SB 95              | Schnellbus: Linnich – Körrenzig – Baal | 60/180                                   | –                                        | –                                        |
| Mäxchen            | Heimbach – Mariawald / Schmidt Wildpark – Schwammenauel (nur von April bis Oktober)                                                        | –                                        | 60                                       | 60                                       |
| Disco-Bus          | Jülich – Linnich – Baal – Himmerich | nur in der Nacht von Freitag auf Samstag | nur in der Nacht von Freitag auf Samstag | nur in der Nacht von Freitag auf Samstag |
| A                  | Düren Kaiserplatz – Odenthalstraße – Gneisenaustraße – Städt. Krankenhaus – Kaiserplatz (Stadtring) (Mo–Fr nur abends, Sa nur nachmittags) | 60                                       | 60                                       | 60                                       |
| B                  | Düren Kaiserplatz – Gneisenaustraße – Städt. Krankenhaus – Grüngürtel – Kaiserplatz (Stadtring) (Mo–Fr nur abends, Sa nur nachmittags)     | 60                                       | 60                                       | 60                                       |
| City-Bus           | Düren Annakirmesplatz – Kaiserplatz | 15                                       | 15                                       | –                                        |
| N1                 | Nachtbus: Düren – Birkesdorf – Huchem-Stammeln – Jülich – Niederzier – Arnoldsweiler                                                       | nur in den Nächten Fr/Sa und Sa/So       | nur in den Nächten Fr/Sa und Sa/So       | nur in den Nächten Fr/Sa und Sa/So       |
| N2                 | Nachtbus: Düren – Merzenich – Nörvenich – Vettweiß – Stockheim – Binsfeld                                                                  | nur in den Nächten Fr/Sa und Sa/So       | nur in den Nächten Fr/Sa und Sa/So       | nur in den Nächten Fr/Sa und Sa/So       |
| N3a                | Nachtbus: Düren – Niederau – Kreuzau – Leversbach – Nideggen – Thum                                                                        | nur in den Nächten Fr/Sa und Sa/So       | nur in den Nächten Fr/Sa und Sa/So       | nur in den Nächten Fr/Sa und Sa/So       |
| N3b                | Nachtbus: Düren – Rölsdorf – Lendersdorf – Gey – Bergheim – Obermaubach                                                                    | nur in den Nächten Fr/Sa und Sa/So       | nur in den Nächten Fr/Sa und Sa/So       | nur in den Nächten Fr/Sa und Sa/So       |
| N4                 | Nachtbus: Düren – Mariaweiler – Schophoven – Inden/Altdorf – Lamersdorf – Langerwehe – Gürzenich                                           | nur in den Nächten Fr/Sa und Sa/So       | nur in den Nächten Fr/Sa und Sa/So       | nur in den Nächten Fr/Sa und Sa/So       |
| Bürgerbus Heimbach | Düttling – Hergarten – Heimbach – Hausen – Blens                                                                                           | Einzelfahrten                            | –                                        | –                                        |

Die Linien 235, 239, 240, 260, 264, 266, 267, 268, 269, 271, 274, 277, 288 und 289 sind überwiegend auf die Schülerbeförderung ausgerichtet.
Zusätzlich verkehren Rufbusse auf folgenden Linien:
| Linie       | Verlauf                                                         | Bedienung                        |
| ----------- | --------------------------------------------------------------- | -------------------------------- |
| RufBus 201  | Gey – Horm – Straß – Bogheim                                    | Mo–Fr tagsüber                   |
| RufBus 208  | Nörvenich – Müddersheim – Zülpich                               | Sa nachmittags/abends            |
| RufBus 217  | Merzenich – Morschenich-Neu                                     | Mo–Sa tagsüber                   |
| RufBus 223  | Jülich – Altenburg – Selgersdorf – Daubenrath                   | Mo–Fr tagsüber                   |
| RufBus 234  | Niederzier – Hambach – Krauthausen                              | Mo–Fr vormittags und abends      |
| RufBus 235  | Merzenich – Girbelsrath                                         | Mo–Fr morgens und nachmittags    |
| RufBus 261  | Schevenhütte – Gressenich – Hamich – Heistern – Langerwehe      | Mo–Fr tagsüber                   |
| RufBus 278  | Linnich – Rurdorf – Welz – Ederen – Freialdenhoven – Aldenhoven | Sa tagsüber                      |
| RufBus 279  | Jülich – Koslar – Barmen – Ederen – Welz – Rurdorf – Linnich    | Sa tagsüber                      |
| RufBus 282  | Titz – Jackerath – Erkelenz                                     | Mo–Fr tagsüber                   |
| RufBus 294a | Merken – Inden/Altdorf – Lucherberg                             | Mo–Fr abends, Sa nachmittags, So |
| RufBus 294b | Jülich – Kirchberg – Schophoven                                 | Sa tagsüber                      |

Das Anruf-Sammel-Taxi (AST) Jülich / Linnich / Aldenhoven / Titz ist von der Rurtalbus GmbH konzessioniert, wird aber nach einem eigenen Tarif betrieben.